# 대행수
대행수(大行首)는 상인으로서 육의전을 관리하는 직책이다. 전(廛)의 수장으로서의 역할과 육의전의 운영을 담당하며 행수(行首)들의 우두머리이다.

## 권한
대행수는 도원(都員:전 구성원)의 진퇴와 상벌을 실행하는 권한을 가지고 각 전의 기강을 확립하였으며, 대행수의 능력에 따라 전의 재화 축적이 달라졌다. 즉, 대행수가 유능하면 유능할수록 전은 부유해졌다.

## 선발
대행수는 도령위(都領位:상인연합조합장에 해당)가 주재하는 좌중(座中:회의에 참석한 사람들) 50명 가운데서 10명 이상의 찬성을 얻은 자 중 최다 득점자가 선임되었으며, 중임은 금지되었다. 최다득점자라 할지라도 10명 이상의 찬성을 얻지 못하면 대행수가 되지 못했다.

## 취임식
선임되면 반드시 취임식을 가졌는데, 당선자가 먼저 도원에게 큰절[跪拜]을 한 번 하면 도원은 답례로 두 번 큰절을 하였다. 이때 일어서지 않거나 절을 하지 않는 도원은 5냥(兩)의 벌금을 물었다.

## 같이 보기
- 대방
- 도방 (경영)
- 행수
- 서기
- 사환